# Arçelik İstanbul (volley-ball masculin)
L'Arçelik est un ancien club turc de volley-ball masculin basé à İstanbul, qui a fonctionné de 1979 à 2007. Il a été trois fois champion de Turquie, vainqueur de deux coupe de Turquie.

## Palmarès
- Championnat de Turquie[2]
  - Vainqueur : 2000, 2001, 2003.
  - Finaliste : 1990, 1995, 1999.
- Coupe de Turquie[2]
  - Vainqueur : 2000, 2001.
  - Finaliste : 1993, 1994, 1995, 1998, 2002.

## Joueurs majeurs
- Gökhan Öner  Turquie
- Cengizhan Kartaltepe  Turquie
- Erkan Toğan  Turquie
- Ahmet Toçoğlu  Turquie
- Arslan Ekşi  Turquie
- Volkan Güç  Turquie